# Stadhuis van Zottegem
Het stadhuis van Zottegem is een openbaar gebouw en een monument met erfgoedstatus op de Markt in de Belgische stad Zottegem.
Het vroegere stadhuisgebouw kwam al als t stathuis voor in Sanderus' Flandria Illustrata uit 1640. Op andere oude kaarten werd het gebouw schepenhuys genoemd. In het schepenhuis zetelden tot 1796 de schepenbanken (Stad en Vrijheid en Land en Vrije Eigendom van Zottegem) . Het gebouw bestond toen uit een trapgevel in Vlaamse stijl, een toegangspoort, een verdieping, een zolder, een achthoekig torentje en een 'halle' (overdekte verkoopsruimte). Het werd op 7 september 1658 verwoest door een brand die werd aangestoken door Franse troepen. In het nieuwe gebouw was naast de dienstlokalen een conciërgewoning; de conciërge baatte er ook een herberg ((aen) de Halle of onder 't Stadhuys) uit . Bestuurder Vander Eecken zette in juni 1798 dorpsgek Livien Vandamme gevangen in het stadhuis (nadat die hem had beledigd); Livien stierf nadat hij uit het raam naar buiten klom en viel. Tijdens de Boerenkrijg in de Franse periode in 1798 vielen de brigands het schepenhuis binnen, vernielden er de inboedel en namen de griffiepapieren mee . In 1857 werd het ondertussen sterk gewijzigde gebouw gesloopt. In 1862 werd een nieuw stadhuis ontworpen door architect Émile Vanhoecke-Peeters ; het werd gebouwd door aannemer A. De Bodt. Het is een mengeling van neoclassicisme en eclecticisme met een (bepleisterde en witgeschilderde) bakstenen gevel boven een arduinen plint.
De ingang aan de Markt heeft ramen met balusters, een portiek met Toscaanse zuilen en een balkon met daarop het voormalige wapen van Zottegem. Boven de zijgevel staat een driehoekig fronton met vierkante lantaarntoren. Op het torentje van het stadhuis staat een heraut als windvaan; onder de trompet hangt het voormalige wapen van Zottegem. Op 1 november 1907 werden de eerste verdieping en de zolderverdieping van het stadhuis door een brand verwoest maar ze werden later in dezelfde stijl heropgebouwd. Tijdens de Eerste Wereldoorlog op 8 september 1914 bezette het Duitse leger het stadhuis en werden verschillende gijzelaars (burgemeester Van Wymeersch) er kortstondig gevangen gehouden . In 1944 werd vakbondsman Léon Lefèvre er kortstondig gevangen gehouden.
In het stadhuis zitten de Dienst voor Toerisme en (sinds 2016) het Centrum voor Streekgeschiedenis. Vroeger werden er gemeenteraadszittingen gehouden (die nu verhuisd zijn naar de Ridderzaal van het Egmontkasteel) en vonden verschillende stadsdiensten er onderdak (die nu verhuisd zijn naar het Sanitary-gebouw). In 2025 raakte bekend dat er een toeristisch bezoekerscentrum in zal worden ondergebracht met onthaalpoort van het Landschapspark Vlaamse Ardennen.
Het Zottegemse stadhuis is sinds 1981 een beschermd monument. Sinds 1985 draagt Zottegem de titel 'stad' en is het gebouw ook officieel een 'stadhuis'.
In de raadzaal van het stadhuis staat sinds 1984 het schrijn met de gekliefde halswervel van Lamoraal van Egmont (de andere stoffelijke resten van Lamoraal rusten in de Egmontcrypte onder de Onze-Lieve-Vrouw-Hemelvaartkerk). Er hangen in de raadzaal ook twee schilderijen die naar hem verwijzen: Laatste eerbewijzen aan Egmont en Horne (1882) van Louis Gallait (door de stad verworven in 1979) en Het kasteel Egmond aan den Hoef (circa 1570) van de 16de-eeuwse Noord-Hollandse meester Gillis De Saen (door de stad verworven in 1968).
Op de hoek met de Heldenlaan is de Marktleeuw ingemetseld ter herinnering aan het marktrecht dat Karel V aan Zottegem verleende in 1524 op vraag van heer van Zottegem Jacobus III van Luxemburg-Fiennes . De Marktleeuw hing op de zijgevel van de 18de-eeuwse postkoetsuitspanning De Gouden Leeuw (en werd later gebruikt als 'uithangbord' van herberg In den  Kleinen Leeuw aan de oostkant van de Markt op de hoek met de Stationsstraat) .
Sinds 2018 is er ook een 'Egmontkamer' ingericht, een museum met allerlei historische objecten rond Egmont, onder andere het olieverfschilderij De onthoofding van Egmont van Fine Stevens, de gravure Het Eedverbond der Edelen, muntvondsten, majolicategels en de originele sleutelstukken van de moerbalk uit het Egmontkasteel, de originele 16de-eeuwse kistplaat uit de Egmontcrypte, de harten van Lamoraal en zijn zonen Karel en Filips, een kopie van Egmonts gekliefde halswervel en een 3D-print van de schedels van Egmont en zijn echtgenote Sabina.
In 2020 werden de gevels van het stadhuis gerenoveerd . In 2021 werden lichttaferelen geprojecteerd op de stadhuisgevel . In 2022 werden het dak en de dakgoten vernieuwd . Na 2024 worden het torentje, de ramen en de natuurstenen elementen gerestaureerd .

## Galerij

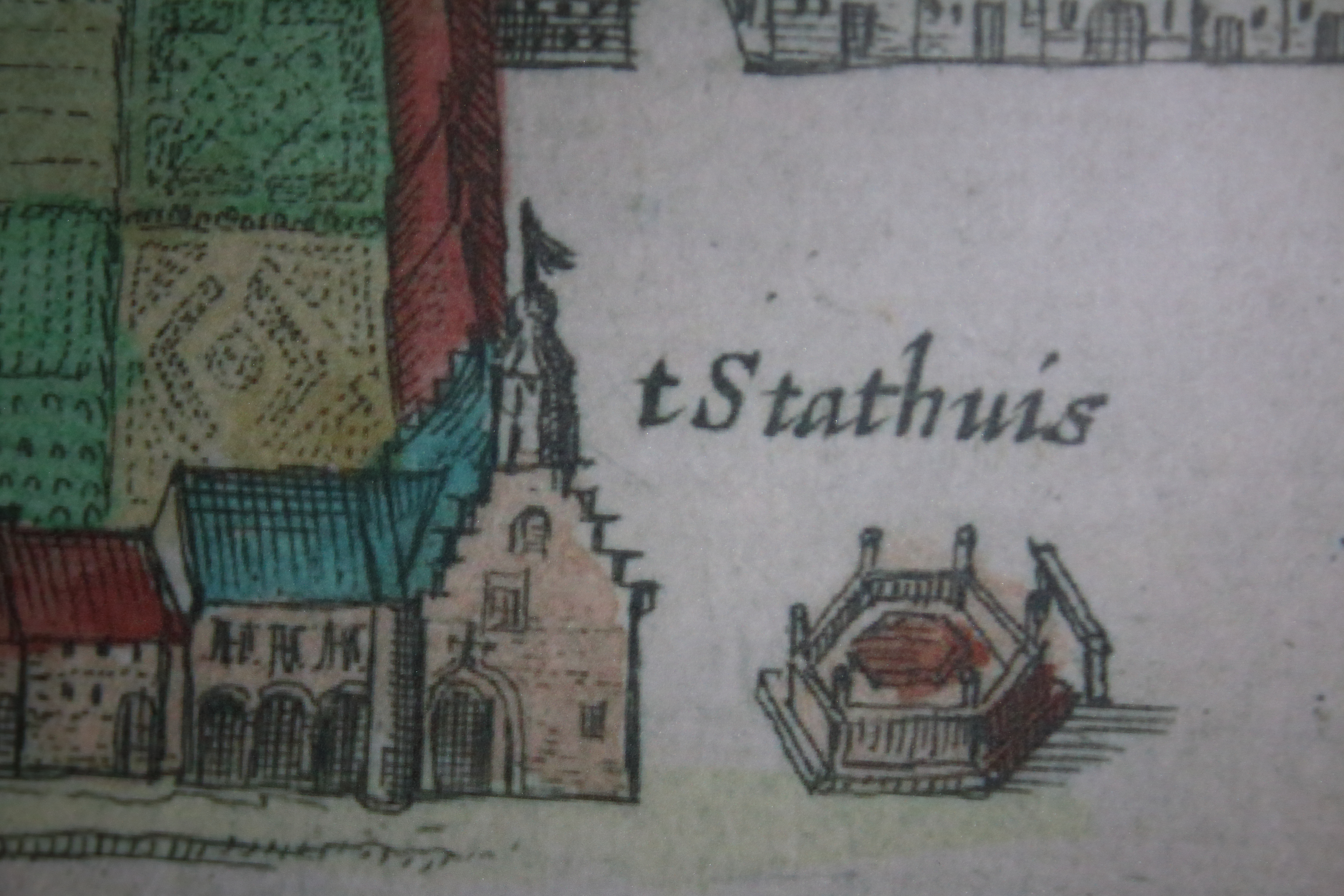
Stadhuis in 1641
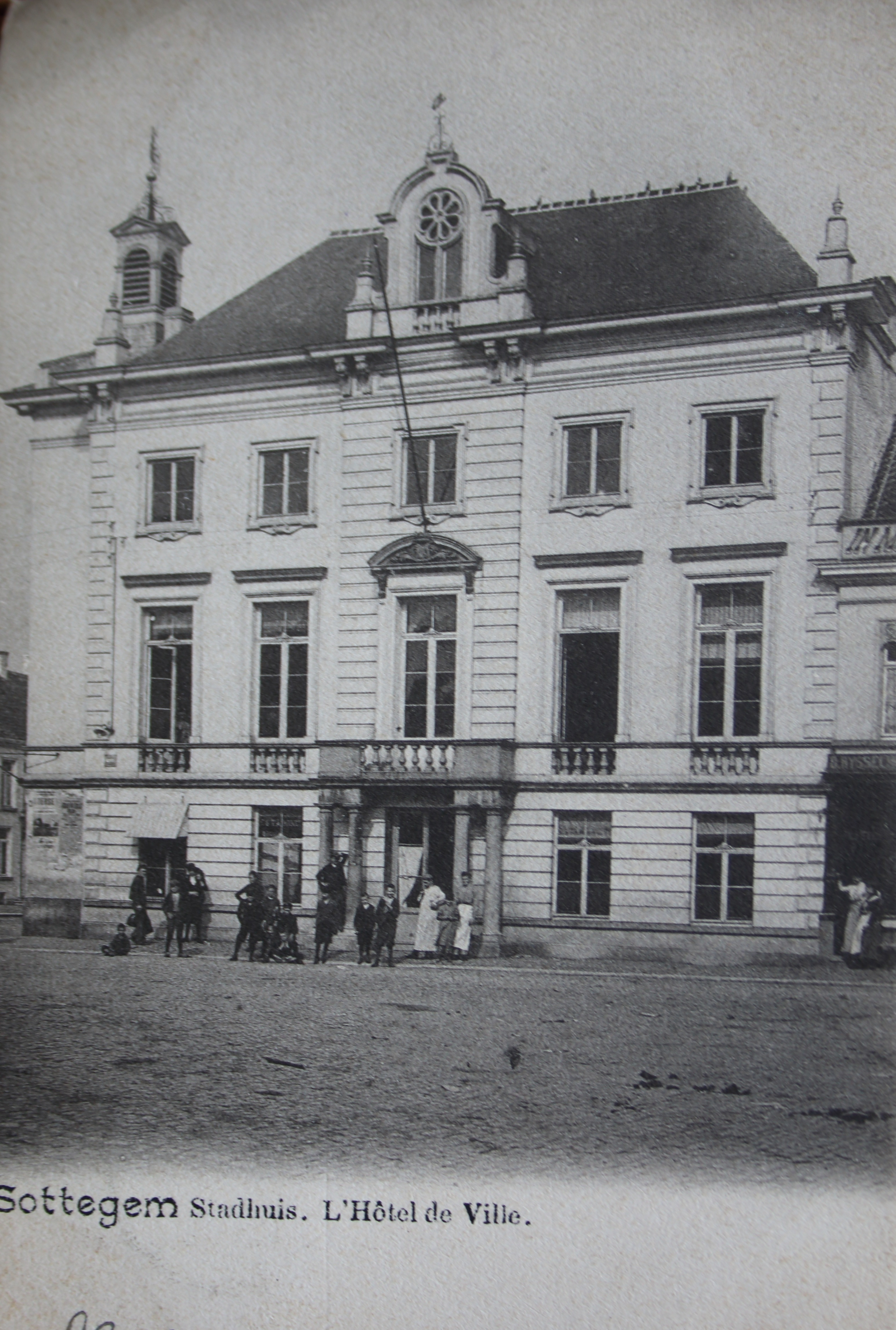
Oude prentbriefkaart
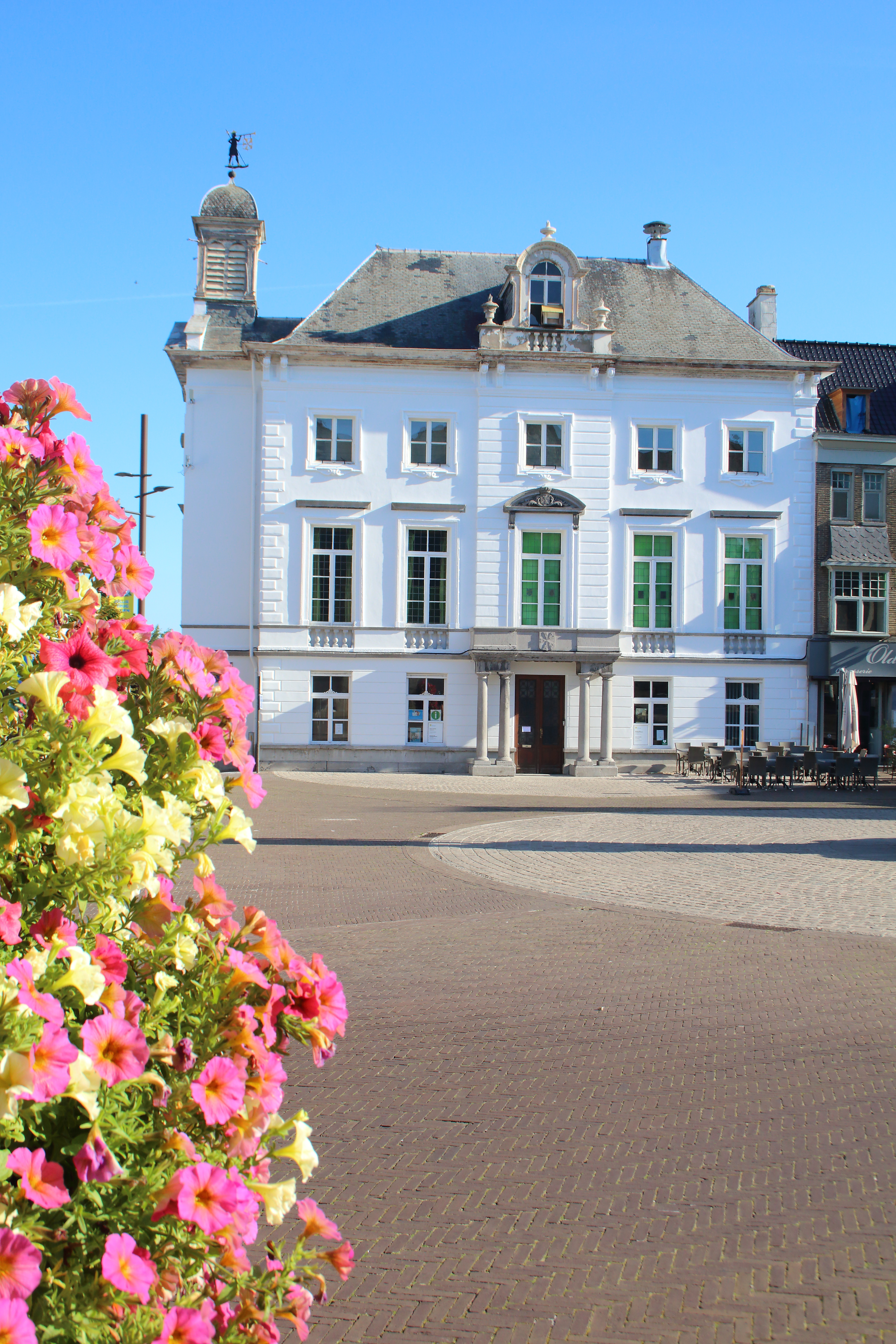
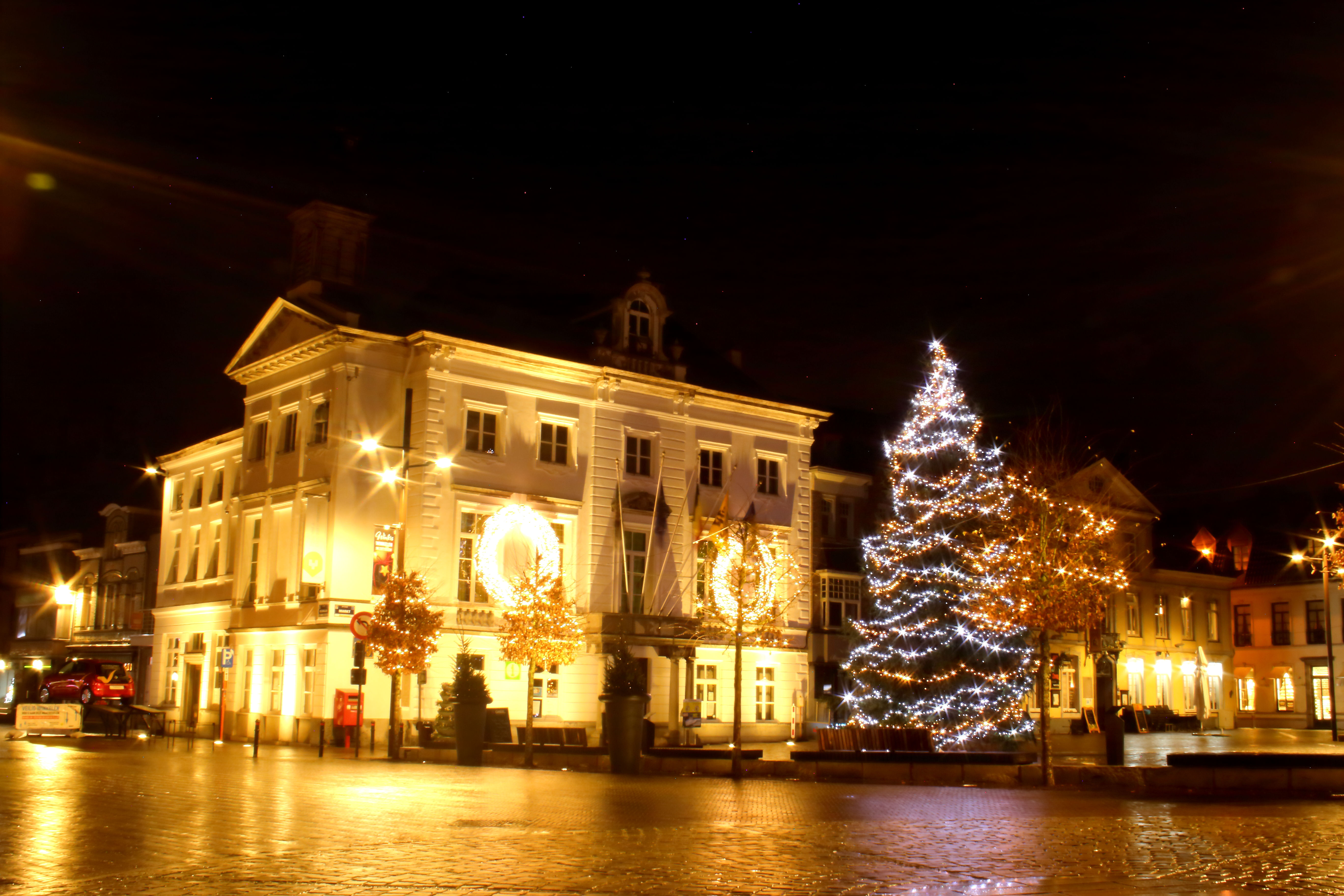
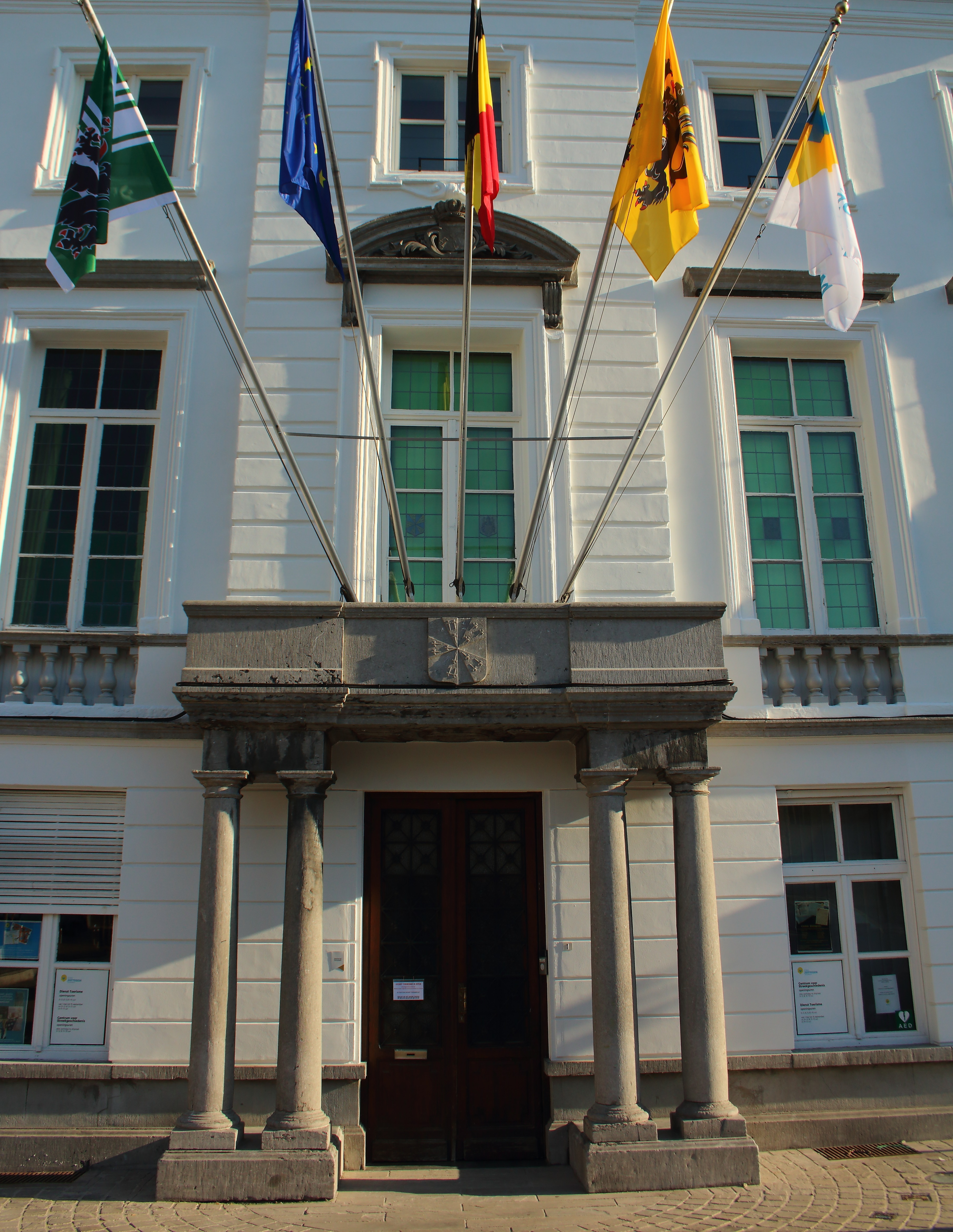
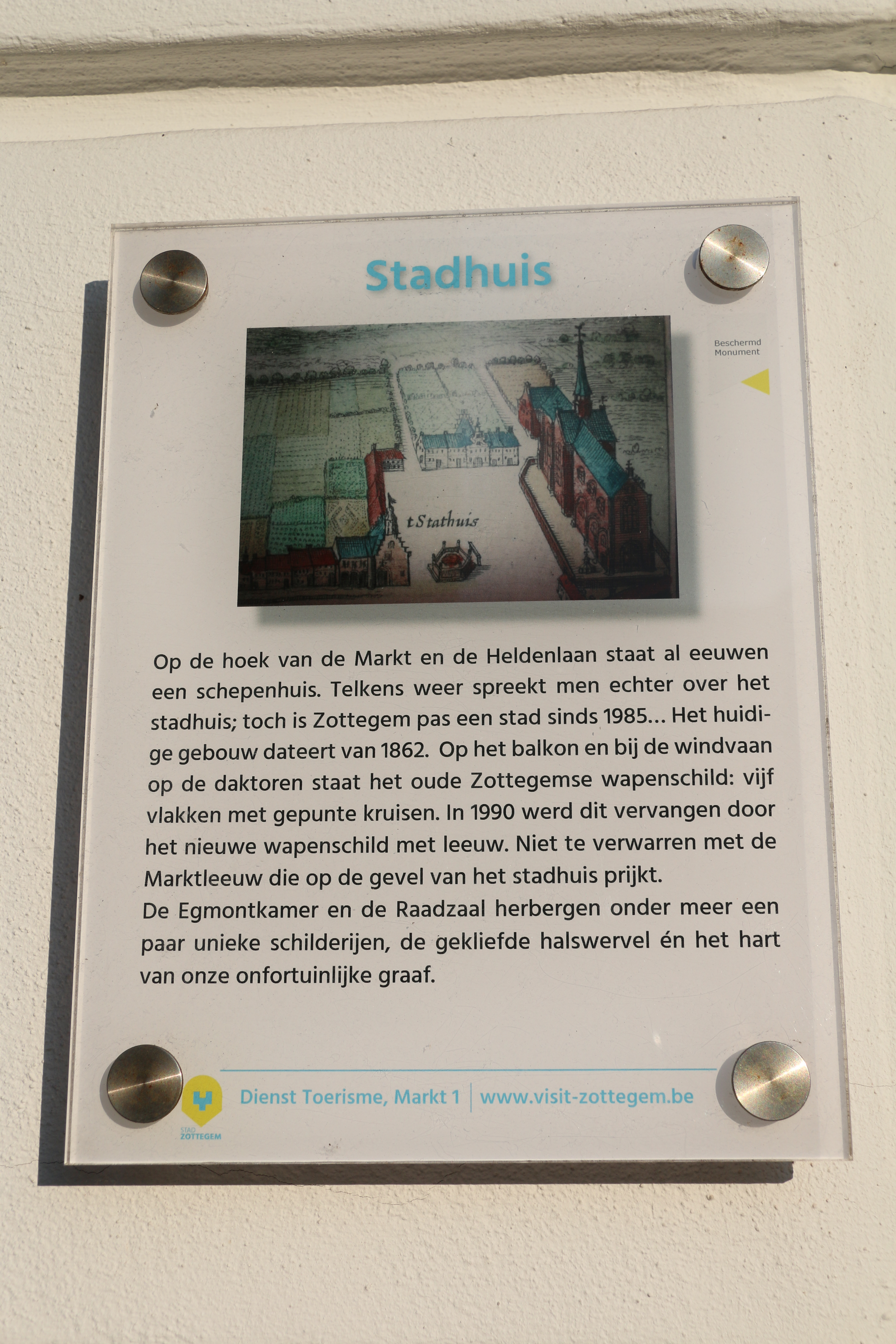
Infobord
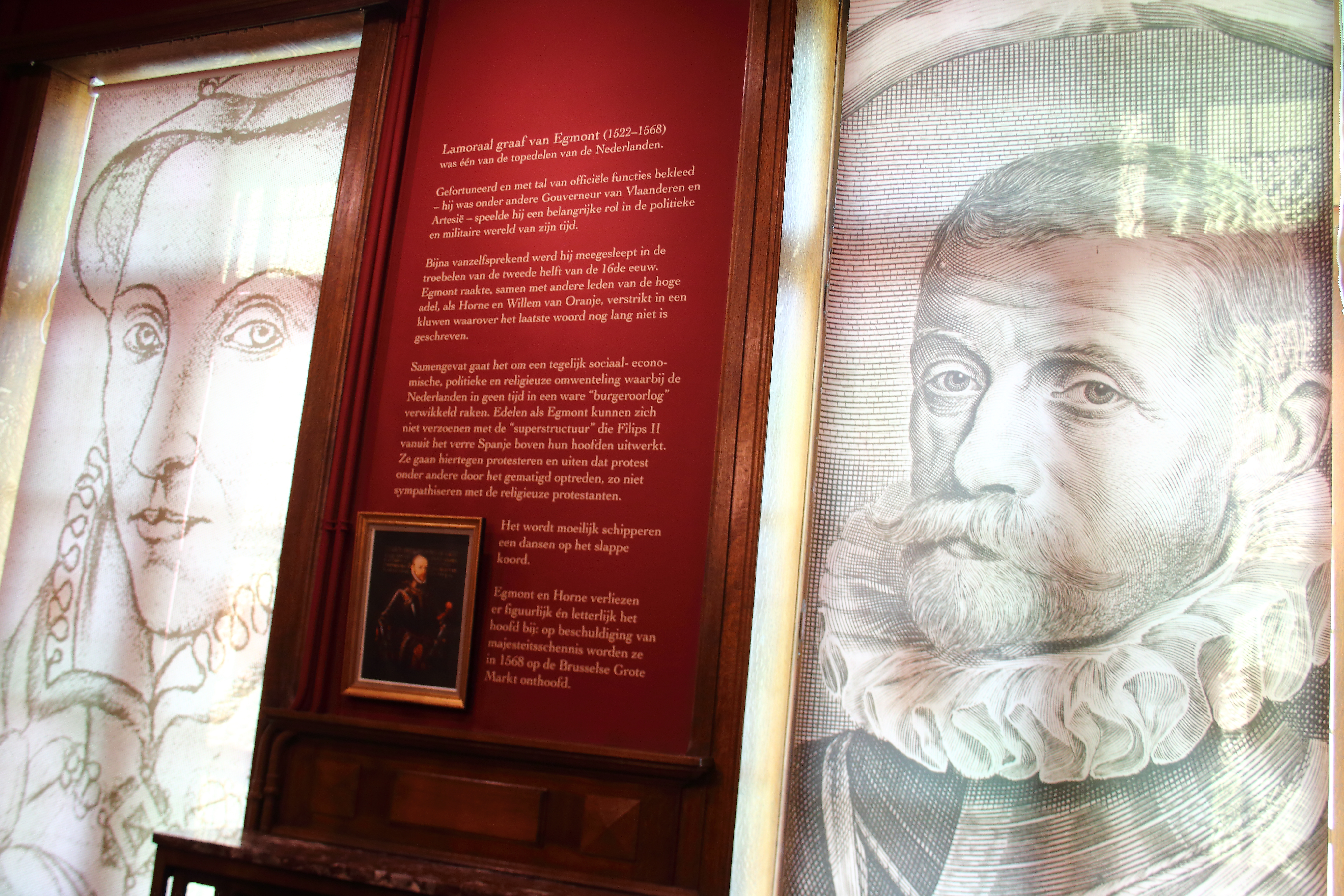
Egmontkamer
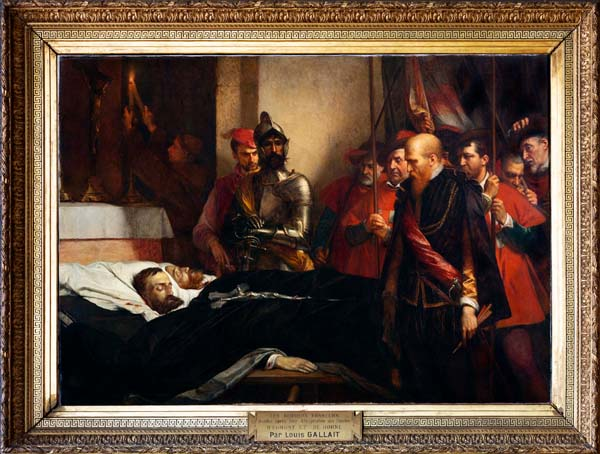
Laatste eerbewijzen aan Egmont en Horne van Louis Gallait (1882)
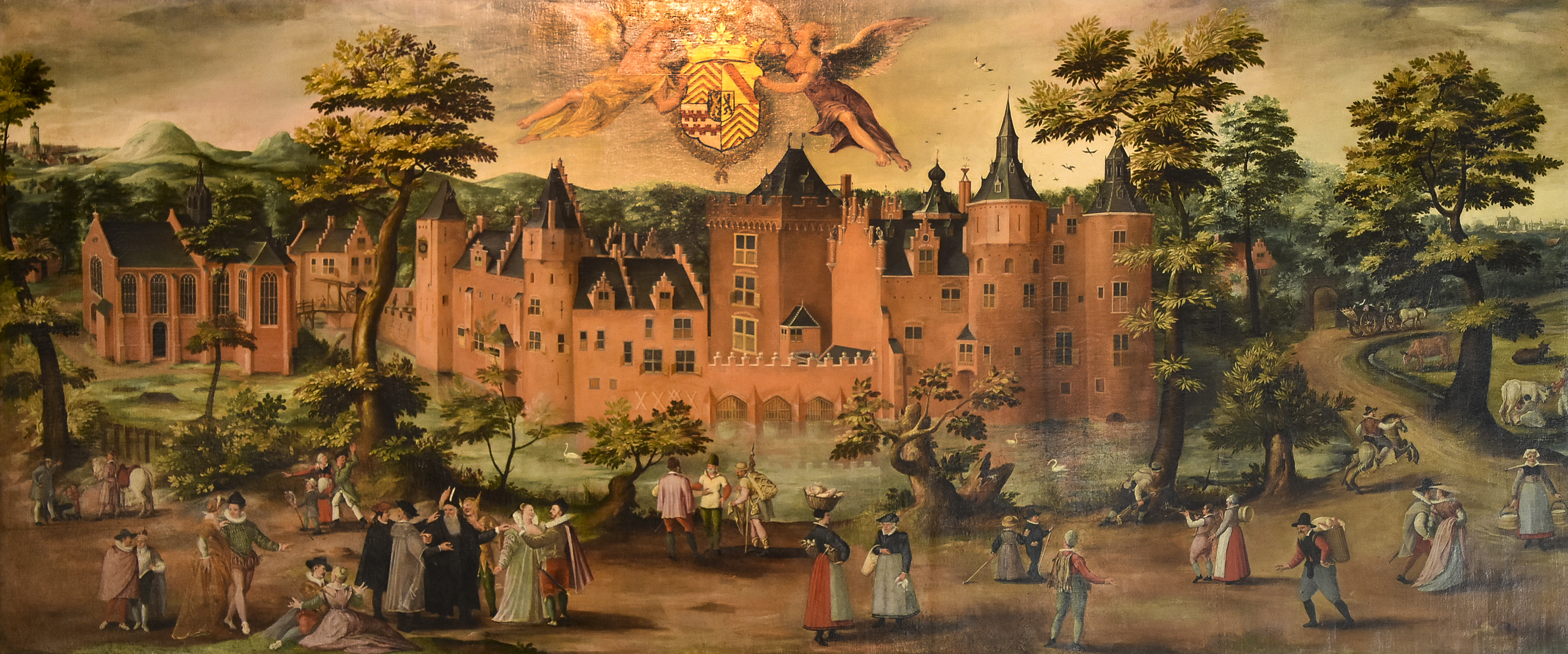
Het kasteel Egmond aan den Hoef van Gillis De Saen (ca.1580)